# 公民镇
公民镇，是中华人民共和国四川省内江市资中县下辖的一个建制镇，东与银山镇、明心寺镇，西与双河镇，南与陈家镇、市中区全安镇，北与水南镇、兴隆街镇接壤。
1995年，因农民卖血感染，公民镇共发现艾滋病病毒感染者超过60人。自2002年起在资中县启动了中国和英国合作的艾滋病防治项目，该项目的通过使得公民镇内的艾滋病毒感染者在日常生活中完全不受他人的歧视。因此这里被誉为“全球人类同艾滋病作斗争的灯塔”。

## 行政区划
公民镇下辖以下地区：
大井场社区、高石坝子村、朝阳庵村、杨家嘴村、桂家桥村、沈家坝村、楠木寺村、罗成庙村、李家村、金竹林村、大竹山村、大井村、回龙桥村、洞子湾村、团山庙村、盘龙寺村、川主庙村、桂家庙村、感应庵村、藿麻寺村、盐棚子村、太平寺村、王家嘴村、老王天村、简家冲村、徐家冲村、陡沟村、落锅田村、葛麻寺村、奚家冲村、五凤桥村和高峰山村。